# Rp-процес

Ядерний синтез багатого на протони ядра шляхом швидкого захоплення протонів.

rp-процес (англ. rp-process, від rapid proton capture process — «процес швидкого захоплення протонів») полягає у послідовному захопленні протонів базовим ядром з утворенням важчих елементів.
Це процес нуклеосинтезу. Разом з s-процесом та r-процесом, він може відповідати за утворення багатьох важких хімічних елементів Всесвіту, однак суттєво відрізняється від них тим, що відбувається на багатій на протони стороні стабільності (на відміну від багатої на нейтрони сторони стабільності). Науковці ще не досягли консенсусу щодо кінцевої точки rp-процесу (найбільшої маси елементу, який може утворитися), однак нещодавні дослідження показали, що у нейтронних зорях процес не може йти далі за телур. Rp-процес пригнічується альфа-розпадом, що ставить його верхню межу на 105Te, найлегший нуклід, в якому спостерігався альфа-розпад, хоча потенційно й легші ізотопи телуру можуть бути протонно-зв'язані та мати альфа-розпад.

## Умови процесу
Процес має відбуватись лише за дуже високої температури середовища (понад 109 Кельвін), щоб протони могли подолати високий кулонівський бар'єр для реакцій заряджених частинок. Також потрібне багате на гідроген середовище, оскільки необхідний великий потік протонів. Вважається, що базові ядра для цього процесу утворюються під час реакцій поділу внаслідок гарячого циклу Бете. Типово захоплення протона в rp-процесі завершиться (α,p) реакціями, оскільки більшість середовищ, багатих на гідроген, також багаті й на гелій. Часова шкала rp-процесу встановлюється β+-розпадами або обмежується лінією скидання протона, оскільки за цих високих температур слабка взаємодія значно повільніша за сильну взаємодію та електромагнітні сили.

## Можливі місця процесу
Як можливі місця rp-процесу запропоновано тісні подвійні зоряні системи, в яких одна зоря є нейтронною. У таких системах відбувається акреція речовини зорі-донора на компактну нейтронну зорю. Ця речовина зазвичай багата на гідроген та гелій, бо походить із зовнішніх шарів зорі-донора. Нейтронні зорі мають сильні гравітаційні поля, тому речовина падає на неї з високою швидкістю, зіштовхуючись по дорозі з іншою такою речовиною і формуючи акреційний диск. У випадку акреції на нейтронну зорю, у міру того, як захоплена речовина поступово накопичується на її поверхні, вона розігрівається до температур близько 108 K. Вважається, що врешті-решт у цій гарячій атмосфері виникає нестабільність, що призводить до подальшого зростання температури та початку неконтрольованого термоядерного вибуху (спалаху) гідрогену та гелію. Під час спалаху температура швидко зростає і стає достатньо високою для rp-процесу. При цьому, хоча початковий спалах гідрогену та гелію триває лише одну секунду, спричинений ним rp-процес триває до 100 секунд, тому він спостерігається у хвості відповідного рентгенівського спалаху.